# شلال فولمر

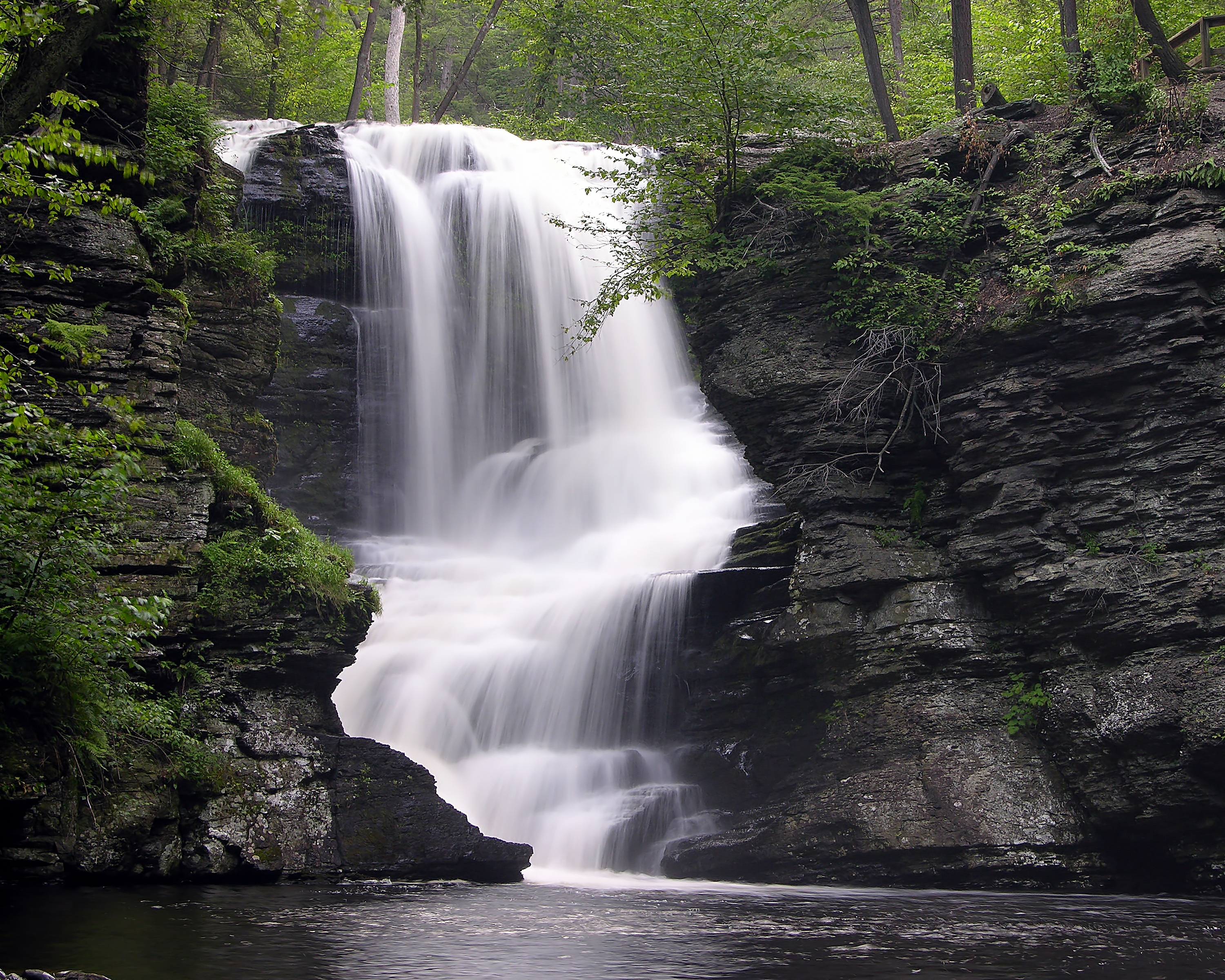
شلال فولمر (اضغط لتحصل على صورة بدرجة وضوح عالية)

شلال فولمر هو شلال يقع في منتزه الأطفال التفاعلي جورج واشنطن، في مدينة دينغمانز فيري التابعة لمقاطعة بايك في ولاية بنسيلفانيا بالولايات المتحدة.
هي شلالات بارتفاع 17 متر و هي الأعلى بين الشلالات التي تسبقها في أعلى النهر((بالإنجليزية: Factory Falls)‏) و من الشلالات التي تليها ((بالإنجليزية: Deer Leap Falls)‏)

## صور

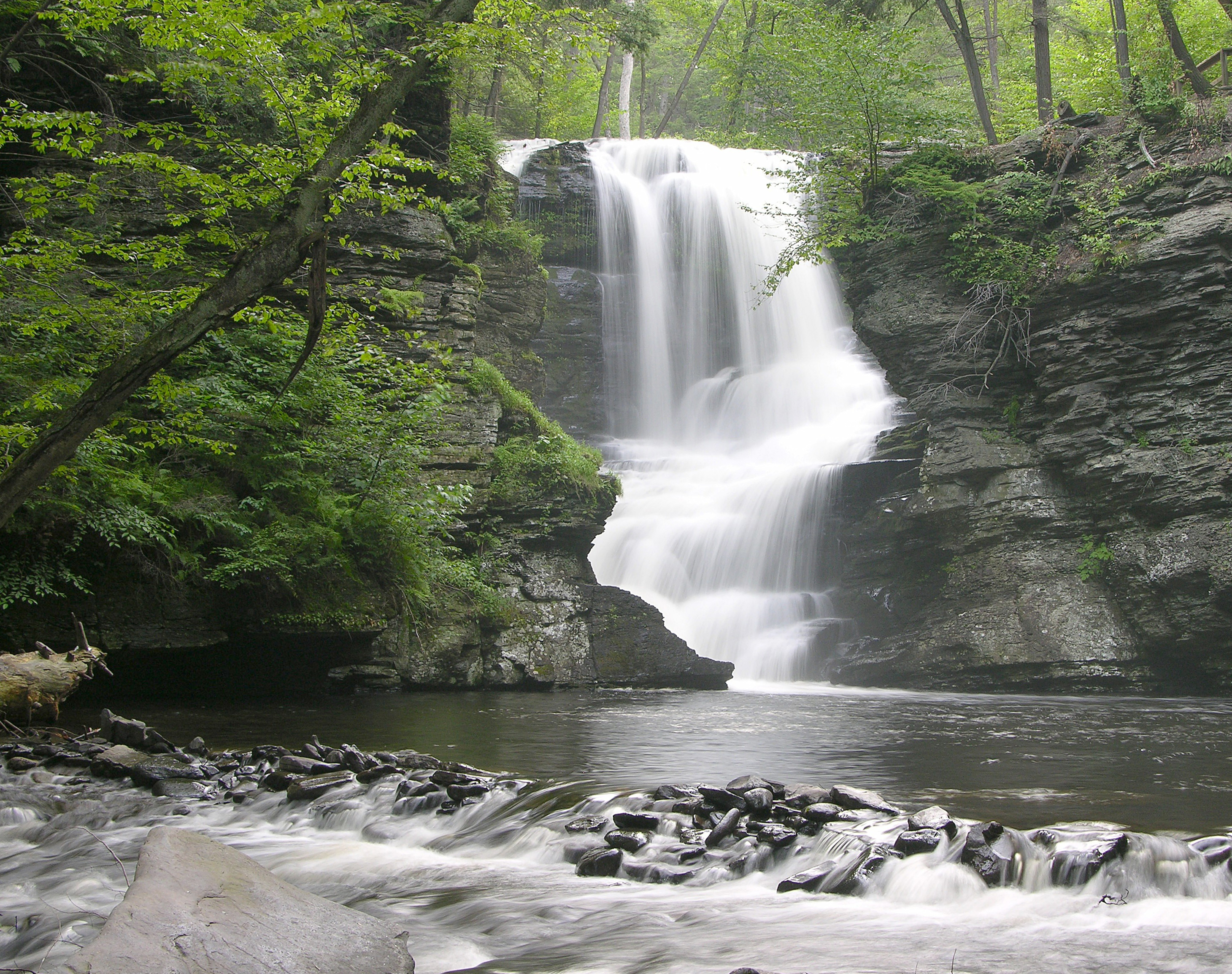
شلالات فولمر لقطة عريضة
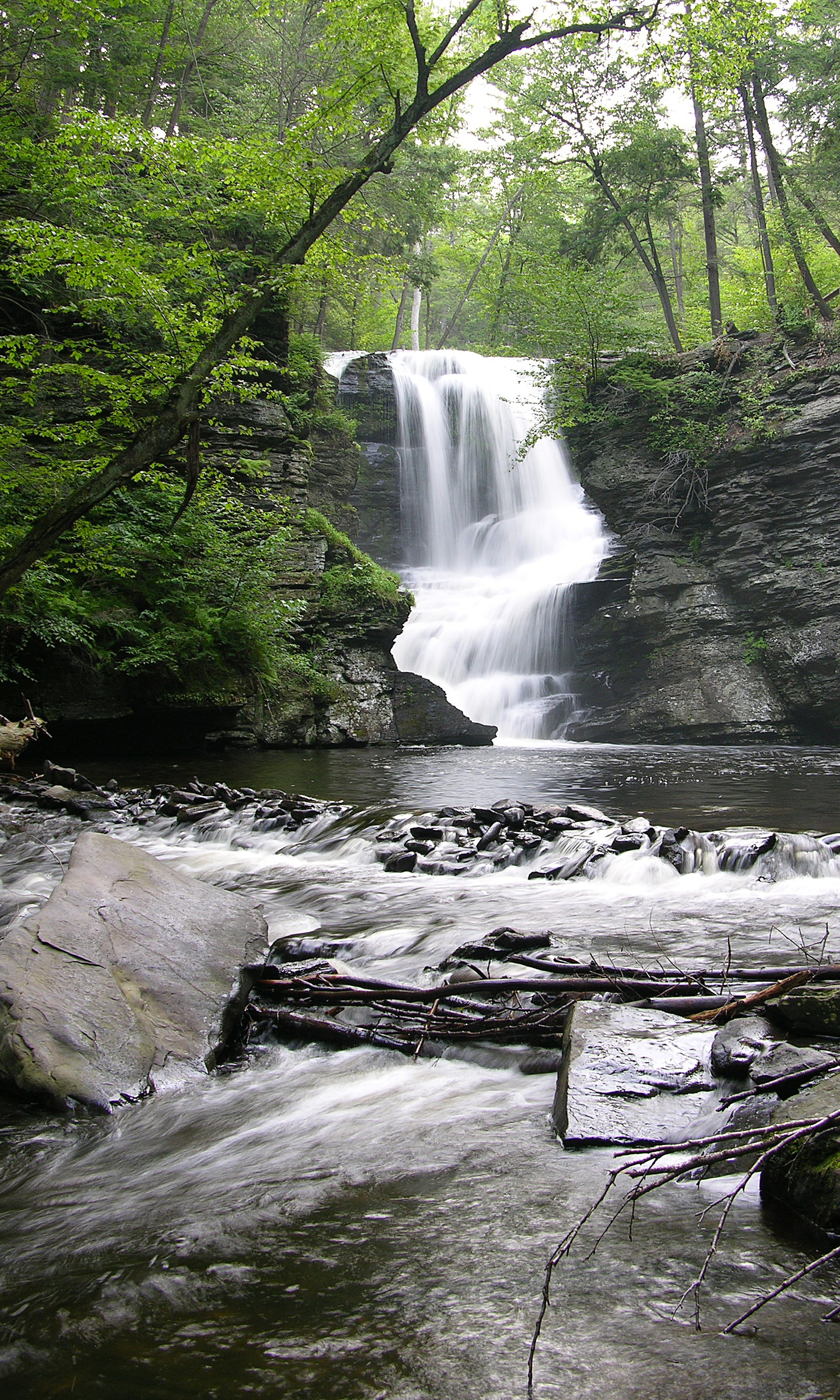
مشهد من أسفل مجرى النهر
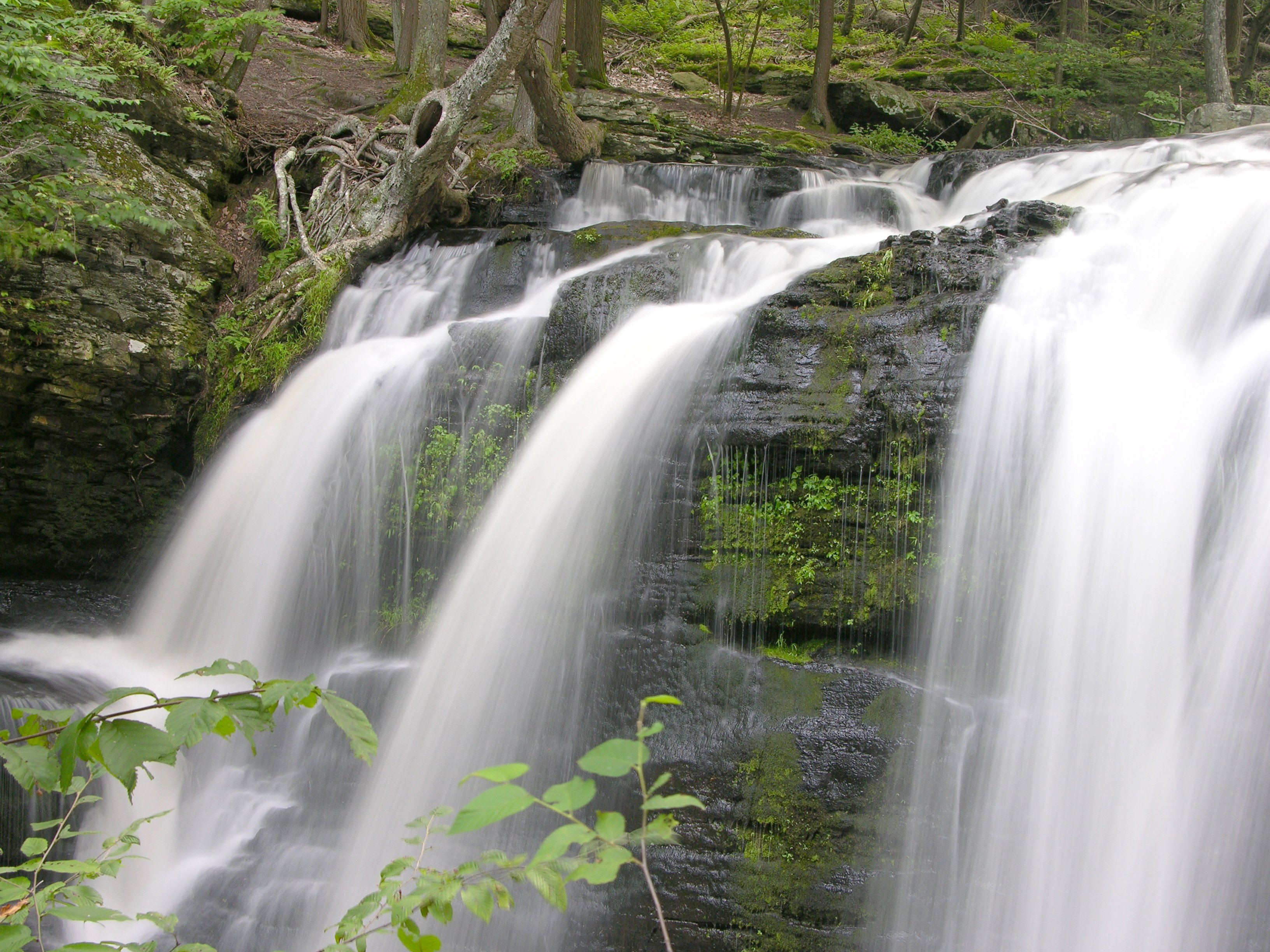
مشهد من أعلى الشلالات
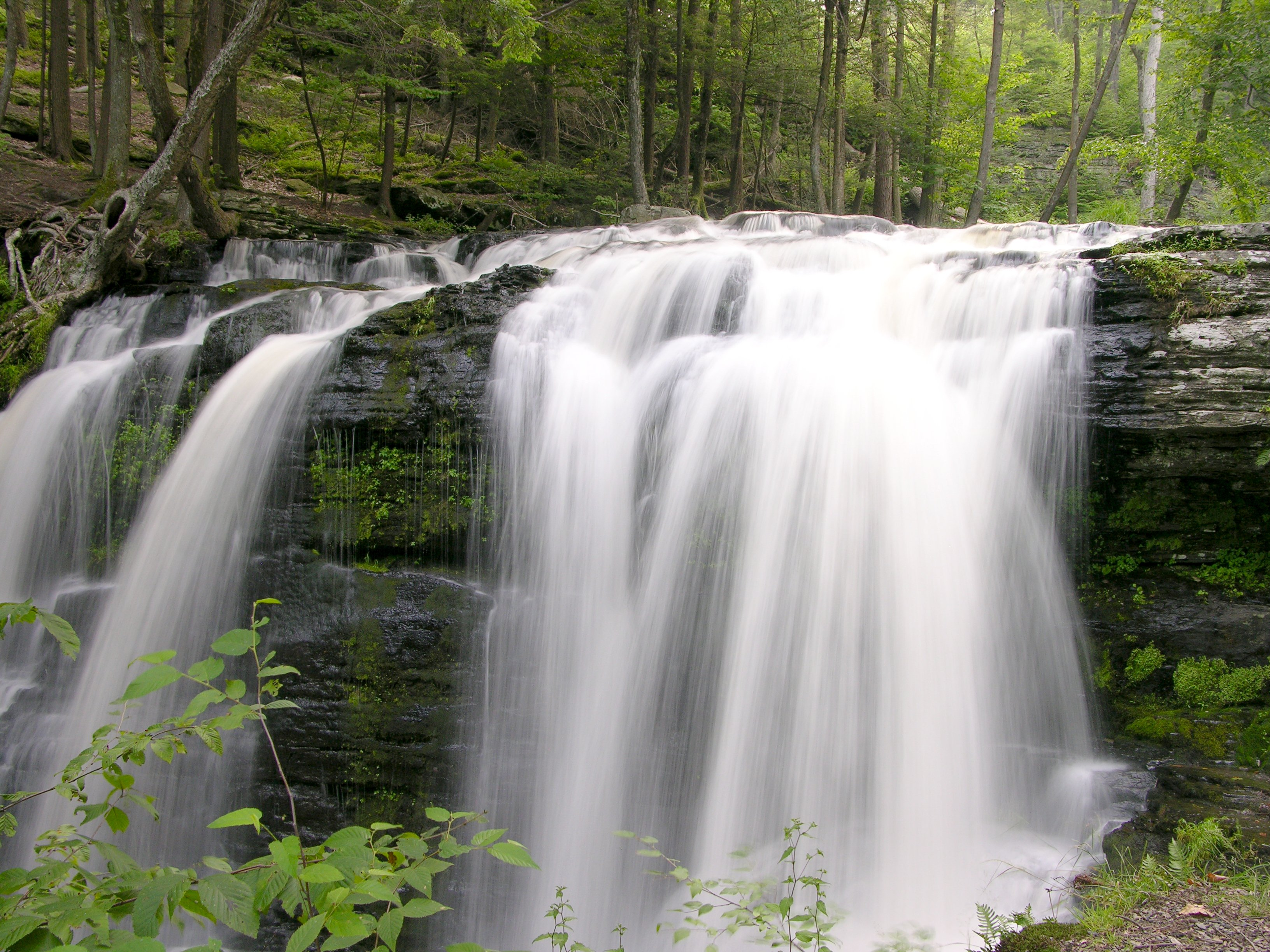
صورة أخرى من أعلى الشلالات